# Церковь Иоанна Предтечи (Кирилло-Белозерский монастырь)
Церковь Усекновения Главы Иоанна Предтечи с приделом преподобного Кирилла Белозерского — православный храм в городе Кириллове Вологодской области, собор Малого Ивановского монастыря на территории Кирилло-Белозерского монастыря. Построен на вклад великого московского князя Василия III после рождения сына, будущего Ивана Грозного, что считалось заслугой монастыря.

## Описание
Церковь изначально имела две главы: основную и над приделом Кирилла Белозерского. В одной из рукописей утверждалось, что имелся ещё придел Николая Чудотворца. Церковь представляет собой традиционный четырёхстолпный храм с тремя апсидами, где средокрестие приближено к юго-востоку, благодаря чему на боковых фасадах северо-западное членение расширено за счёт юго-восточного. В церкви заметно влияние ордерной архитектуры. Членение заметно и в интерьере. Подпружные арки опущены ниже сводов. Характерные для московской архитектуры крестовые своды под влиянием итальянцев применены только в перекрытии западного рукава креста. Верхнее устройство храма осталось традиционным. Церковь завершается по подобию Ферапонтовского собора, хотя своды уже не были ступенчатыми. Вторая главка также находится на юго-востоке. Главный барабан по местной традиции украшен широкой полосой орнамента.

## История

### История строительства
В 1528 году в Кирилло-Белозерский монастырь на богомолье прибыл великий князь Василий III, которому был необходим наследник. После рождения последнего — Ивана IV, в 1531 году в Кирилло-Белозерском монастыре началось почти одновременное строительство двух церквей: церкви Архангела Гавриила и церкви Усекновения главы Иоанна Предтечи. Иоанн Предтеча — ангел-покровитель Ивана Грозного. Предположительно, оба храма построены одной ростовской артелью.

### История перестроек
Изначальный облик храма скрыт. Он может быть воссоздан по ряду письменных источников и изображений. Эти же источники расскажут о переделках. Первое описание это опись 1601 года, которая описывает как церковь о «двух верхов» и звонницы «на шести столпах» при ней. Опись 1668 года даёт больше информации: «Кресты и главы паяны по чешуе белым железом покрыта тёсом». Там же описываются 2 деревянные паперти на западном и южном фасадах.

На иконе 1741 года церковь двуглавая при четырёхскатной крыше. Опись 1773 года рассказывает о деревянных крыльца на северном и южном фасадах, а «при западных дверях крыльцо каменное без своду с боков в деревянные столбы забрано тёсом и сверху покрыто тёсом же» (скорей всего именно это крыльцо на карте монастыря 1786 года). Там же описаны контрфорсы-«быки», на южном и западном углах церкви, они сохранились до наших дней, в отличие от крылец. 
В 1773 году на храме ещё 2 главы: «две главы чешуйчатые и на главах кресты деревянные опаяны жестью». Причём памятник уже в 1773 году находился в плохом состоянии: прохудилась тесовая крыша, быки отошли от стен, в стенах трещины, особенно большие на южной стороне и другие повреждения. К этому времени были пробиты окна в киотах западной и южных стен, так как в описи упоминается 11 слюдяных окон.
Всё это привело к ряду восстановительных работ до 1809 года, в ходе которых разобрали барабан над приделом Кирилла, верхние яруса кокошников, уничтожены профили нижнего яруса закомар, а следы их затёрты, низ окон основного барабана были заложены. Образ храма тогда сложился окончательно. Его запечатлели в альбоме Н. М. Бороздина 1809 г. Тогда же произвели и ремонт трещин и быков.
В середине XIX века северные и южные двери были превращены в окна. Стены плотно обмазываются и красятся масляной краской в серо-стальной цвет. Старый иконостас заменяют на перенесённый из церкви Кирилла. Под него переделывают церковь изнутри (по сравнению с планом 1830 года архитектора М. Праве). Красные фасады с побелкой появились в это же время.